# Vaudherland
Vaudherland ist eine Gemeinde im Département Val-d’Oise in der Île-de-France mit 102 Einwohnern (Stand: 1. Januar 2022), die Vaudherlandais genannt werden. Sie gehört zum Kanton Villiers-le-Bel (bis 2015: Kanton Gonesse) im Arrondissement Sarcelles.

## Geographie
Vaudherland liegt etwa 19 Kilometer nordnordöstlich von Paris. Umgeben wird Vaudherland von den Nachbargemeinden Le Thillay im Norden und Westen, Roissy-en-France im Osten sowie Gonesse im Süden und Südwesten.
Durch die Gemeinde führt die frühere Route nationale 17 (heutige D317).

## Bevölkerung
| Jahr      | 1962 | 1968 | 1975 | 1982 | 1990 | 1999 | 2006 | 2017 |
| --------- | ---- | ---- | ---- | ---- | ---- | ---- | ---- | ---- |
| Einwohner | 102  | 91   | 105  | 89   | 93   | 88   | 92   | 107  |

## Sehenswürdigkeiten
- Kirche Notre-Dame-des-Victoires und gleichnamige Kapelle, jeweils aus dem 13. Jahrhundert

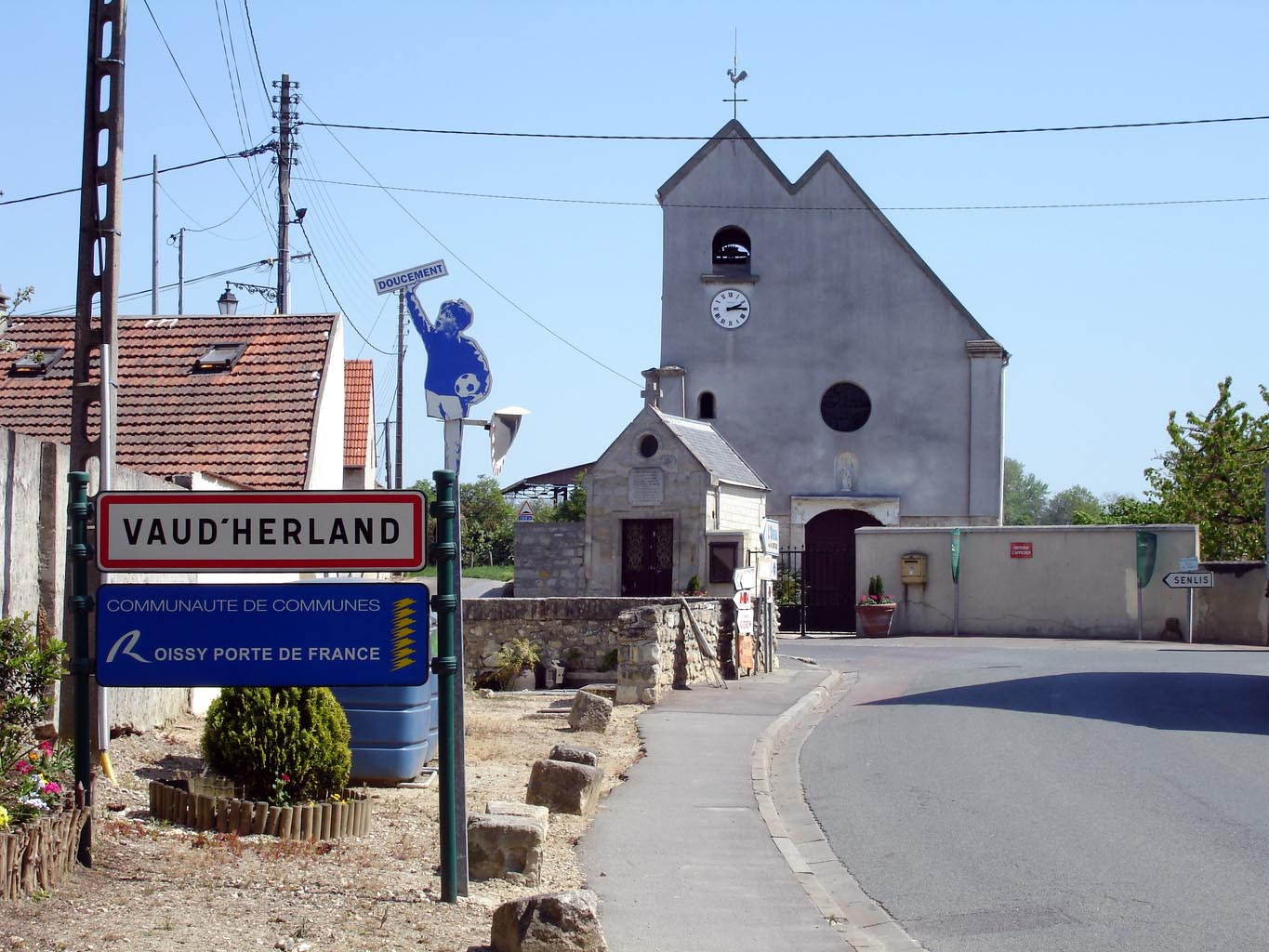
Kirche Notre-Dame-des-Victoires